# Hoffmannia aggregata
Hoffmannia aggregata är en måreväxtart som först beskrevs av Hipólito Ruiz López och Pav., och fick sitt nu gällande namn av Karl Moritz Schumann. Hoffmannia aggregata ingår i släktet Hoffmannia och familjen måreväxter. Inga underarter finns listade i Catalogue of Life.